# Kisvárda
Kisvárda (Duits: Kleinwardein) is een stad (város) en gemeente in het Hongaarse comitaat Szabolcs-Szatmár-Bereg. Kisvárda telt 17 750 inwoners (2005).
Tot 1970 was de plaats een dorp, in dat jaar kreeg het stadsrechten van de Hongaarse president.
De naam van de stad verwijst naar een burcht (várad) waaruit de plaats ontstond. Het woord kis (klein) werd toegevoegd om de plaats niet te verwarren met de stad Nagyvárad (Oradea) of in het Duits Grosswardein.

## Geschiedenis
Kisvárda was tot de Tweede Wereldoorlog een belangrijk centrum voor de Joden. Ongeveer een derde van de bevolking was van Joodse origine. Aan het eind van de Tweede Wereldoorlog werden de Joden weggevoerd. Er keerden weinigen terug. De Synagoge van Kisvárda is een monument voor de Joden en huisvest tegenwoordig een streekmuseum (Rétközi Museum).

## Geboren in Kisvárda
- Alex Márta (6 juni 1984), Hongaarse zanger beter bekend als ByeAlex